# باشگاه فوتبال زنان هوشی مین سیتی
باشگاه فوتبال زنان هوشی مین سیتی یک باشگاه فوتبال زنان ویتنام است که در شهر هوشی مین سیتی در ویتنام واقع شده است.